# محاكيات
المُحاكِيات هي إحدى فصائل العصفوريَّات (الجواثم) قاطنة العالم الجديد، وهي فصيلة كبيرة تضم الدرَّاسات، والمُحاكيات، والرَّعشنات، وموَّاءات العالم الجديد. يتراوح طولها بين 20 و30 سنتيمترًا، وكِسوتها غالبًا ما تكون رماديَّة أو بُنيَّة. تضم إجمالًا حوالي 35 نوعًا.
كما يقترح إسمها (باللاتينية: Mimidae)، فإنَّ هذه الطيور تشتهر بقدرتها على التقليد، وبالأخص بعض الأنواع التي تُقلِّد أصوات طائفةٍ واسعة من الطيور قاطنة الحراج ذاتها، وحتى أصوات بعض الآلات المُستخدمة في الغابات والحقول مثل الجرَّارات والمنشارات الكهربائيَّة، وغيرها. طيورٌ متوسطة الحجم يتراوح لونها بين الرمادي والبني، باستثناء المُحاكيات الزرقاء ذات الكسوة الزرقاء على القسم العلوي من جسدها. يُعتقد بأنه كان لها الفضل في التأثير على تشارلز داروين بحيث قال بنظريَّة التطور خاصته.

## الوصف

### الكِسوة
تميل أغلب المُحاكيات لأن تكون رماديَّة وبُنيَّة كامِدة، وقليلٌ منها أسود أو أردوازي، وتتميز بقزحيَّات حمراء أو صفراء أو بيضاء. كثيرٌ من المُحاكيات يتمتع بنمطٍ ريشي شبيه بنمط ريش السُمّان: فتكون بُنيَّة على القسم العلوي من جسدها، وباهتة بتقليمات أو رقط على القسم السفلي.

### القدّ
يتراوح طول المُحاكيات من 20 إلى 33 سنتيمتر، وزنتها من 36 إلى 56 غرامًا. تميل ذيلولها لأن تكون أطول من ذيول السمَّان (أو كِبار النمنمات التي تُشابهها أيضًا)، وكذلك حال مناقيرها المعقوفة إلى الأسفل عند كثيرٍ من الأنواع. القوائم قصيرة ومتينة (بين العصفوريَّات)، تساعد الكثير من الأنواع على القفز بين أوراق الأشجار اليابسة والتنقيب بينها بحثًا عن اللافقاريَّات والفاكهة التي تقتات عليها. ومن الجدير بالذِكر أن الرَّعشن البُني هو أكثر الأنواع غرابةً في البحث عن الطعام، إذ يتدلَّى من جذوع الأشجار بحثًا عن الحشرات وغيرها من اللافقاريَّات.

### الموائل الطبيعيَّة
يختلف موطن المُحاكيات باختلاف أنواعها، فبعضها يقطن أراضي الأشجار القمئية، وبعضها الآخر أراضي الغابات، والأراضي العشبيَّة الجبليَّة، والصحاري. أمَّا نوعا الرَّعشن فيقطنا موئلًا طبيعيًّا غير مألوف عند أعضاء الفصيلة وهو الغابات المطيرة بجزر الأنتيل الصغرى.

### التفريخ
جميع الأنواع تُشيِّدُ عشًّا فوضويّ التصميم من الغُصينات الغليظة بين النَّبت الكثيف، وأغلبها ينتقي النباتات الأرضيَّة ليُفرخ بينها، أو على ارتفاع مترين لا أكثر. يتراوح عدد البيض في الحضنة بين 2 و5 بيضات تفقسُ بعد حوالي 12 أو 13 يومًا من الحضن، وهي ذات المدة التي تقضيها الفراخ في العش. يبدأ التفريخ عادةً خلال الربيع، أو مُبكرًا خلال موسم الأمطار، وكثيرٌ من الأنواع يُنتج فقستين أو أكثر في السنة. أغلب الفراخ التي لا تصل مرحلة التريُّش تقع ضحيَّة الضواري. غالبًا ما يبقى الزوجان مع بعضهما لأكثر من موسم تفريخٍ واحد.

## في التاريخ العلمي
يُعتقد أن المُحاكيات لعبت دورًا كبيرًا في التأثير على تشارلز داروين، كما فعلت شراشير جزر الغالاپاغوس، الأمر الذي نجم عنه ظهور نظريَّة التطوّر خاصَّته.

## النظاميَّات

### خارج الفصيلة
أظهرت الدراسات الوراثيَّة العرقيَّة أن المُحاكيات وثيقة الصلة بالزرازير، وأنها تُشكل معها ومع نقَّارات الماشية (ودابّ الشجر الفلپيني إن لم يكن منفصلًا عن الزرازير)، تُشكِّلُ مجموعةً من الجواثم ظهرت خلال أوائل العصر الثلثي الأوسط (الميوسيني)، منذ ما بين 25 و20 مليون سنة، في آسيا الشرقيَّة. ومما يستدل به العلماء على صحَّة ذلك هو انتشار أغلب الزرازير القاعديَّة (البدائيَّة ودواب الشجر الفلپينيَّة) في إقليم المحيط الهادئ لجنوب شرق آسيا، وانتشار المُحاكيات القاعديَّة في أمريكا الشماليَّة. يقترح بعض العلماء جمع المُحاكيات مع الزرازير في قبيلة واحدة (Mimini).

### داخل الفصيلة
يظهر أنَّ المُحاكيات تُشكِّلُ مع بعض الدرَّاسات فرعًا حيويًّا رئيسيًّا وحيدًا، وأنَّ المجموعتان الباقيتان وباقي الدرَّاسات تُشكِّلُ فرعًا حيويًّا آخرًا، غير أنَّ أصولها وفروعها القاعديَّة لا تزال غير معروفة على وجه الدقَّة. تُشكِّلُ الرَّعشنات فرعًا أحادي العرق من هذه المجموعة، غير أنَّ العلماء يجمعوها ضمن شبه عرق يجمع درَّاسات وموَّاءات الكاريبي أيضًا وغيرها من الأنواع القاعديَّة.

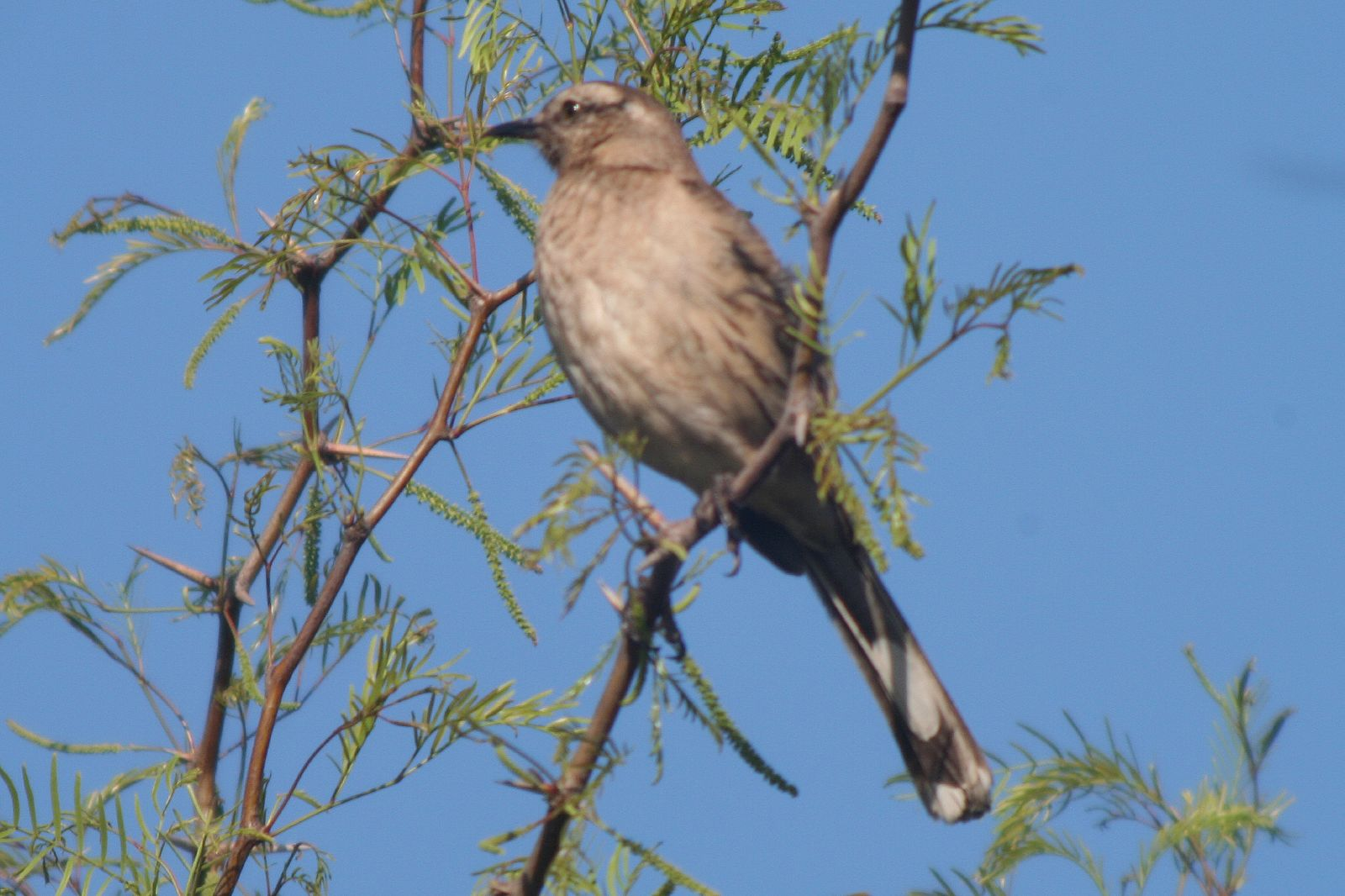
المُحاكي التشيليّ، مُحاكي نمطي.

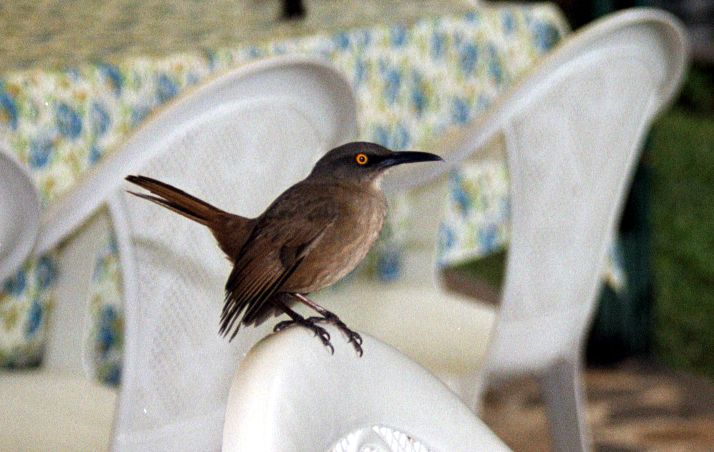
الرَّعشن البني.

#### الأجناس
المحاكيات:
- جنس Mimus - المُحاكيات النمطيَّة (حوالي 10 أنواع، تضم Mimodes)
- الجنس السابق Nesomimus، يُشكِّلُ الآن جزءًا من جنس Mimus - مُحاكيات جزر الغالاپاغوس (4 أنواع)[7]
- جنس Melanotis - المُحاكيات الزرقاء (نوعان)

موَّاءات العالم الجديد:
- جنس Dumetella - الموَّاء الرمادي
- جنس Melanoptila - الموَّاء الأسود

الدرَّاسات:
- جنس Oreoscoptes - درَّاس القويسة
- جنس Toxostoma - الدرَّاسات النمطيَّة (11 نوعًا)
- جنس Ramphocinclus - الدرَّاس أبيض البطن
- جنس Allenia - الدرَّاس مُحرشف البطن (وُضع سابقًا ضمن جنس Margarops)
- جنس Margarops - الدرَّاس لؤلؤي العينان

الرَّعشنات
- جنس Cinclocerthia (نوعان)